# Jacques-Philippe d'Orneval
Jacques-Philippe d'Orneval detto Dorneval (Parigi, ... – Parigi, 1766) è stato un drammaturgo francese.

## Biografia
Non si conosce nulla sulle sue origini e sulla sua vita. Compose più di 80 opere per il théâtre de la foire, da solo o in collaborazione con Alain-René Lesage, Louis Fuzelier, Alexis Piron, Joseph de La Font e Jacques Autreau.
Morì in età avanzata, dopo essersi appassionato alla chimica e alla pietra filosofale.

## Opere
- Arlequin traitant, opéra-comique in tre atti, in prosa e in vaudeville (22 marzo 1716, Foire Saint-Germain)
- Les Amours de Nanterre, opéra-comique in un atto con Autreau e Lesage (1718, Foire Saint-Laurent)
- L'Ile des Amazones, pièce in un atto con Lesage (1718, Foire Saint-Laurent). Vietata dall'Opéra-Comique.
- Le Monde renversé, pièce in un atto con Lesage (1718, Foire Saint-Laurent)
- La Forêt de Dodone, pièce in un atto con Fuzelier e Lesage (1721, Foire Saint-Germain)
- Le Rémouleur d'amour, pièce in un atto con Fuzelier e Lesage (5 febbraio 1722, Théâtre des Marionnettes de Laplace à la Foire Saint-Germain)
- La Grand-mère amoureuse, pièce in tre atti con Fuzelier, musica di Gillier (18 febbraio 1726, Foire Saint-Germain). Parodia di Atys di Quinault e Lully.
- Les Comédiens corsaires, prologo con Fuzelier e Lesage (20 settembre 1726, Foire Saint-Laurent)
- Les Amours déguisés, pièce in un atto con Lesage (20 settembre 1726, Foire Saint-Laurent)
- Achmet et Almanzine, pièce in tre atti con Lesage e Fuzelier, musica di Gillier (30 giugno 1728, Foire Saint-Laurent)
- L'Opéra-Comique assiégé, con Lesage (26 marzo 1730, Foire Saint-Germain)